# Ivan Leban (kemik)
Ivan Leban (Vane), slovenski kemik, * 6. julij 1947, Ljubljana.
Leban je leta 1970 diplomiral na ljubljanski FNT in 1973 doktoriral na oddelku za fiziko univerze v Yorku (Anglija).
Leban se je leta 1972 zaposlil na FNT oziroma kasnejši FKKT v Ljubljani, od 1989 deluje kot redni profesor za anorgansko kemijo. Poleg tega je predaval kemijo v sklopu visokošolskih ali univerzitetnih študijskih programov Biotehniške fakultete, Naravoslovnotehniške fakultete in Pedagoške fakultete. Znanstveno se je ukvarjal predvsem s kristalografijo z uporabo tehnike rentgenske difrakcije. Za svoje delo je leta 1984 prejel Kidričevo nagrado. 
Med letoma 2001 in 2005 je bil prorektor Univerze v Ljubljani. Leta 2005 je kandidiral za rektorja, a je bila takrat izvoljena Andreja Kocijančič. Tri leta kasneje je neuspešno kandidiral za poslanca v Državnem zboru na listi DeSUS. V letih 2013-18 je bil direktor NAKVIS (Nacionalna agencija RS za kakovost v visokem šolstvu). Leta 2019 mu je bil na predlog FKKT podeljen naziv zaslužnega profesorja ljubljanske univerze.